# Bezirk Bucheggberg

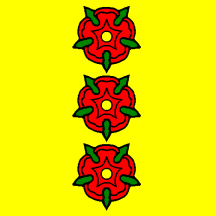
Fahne

Der Bezirk Bucheggberg im Kanton Solothurn ist ein ländlich-protestantisch geprägter Landstrich, der fast vollständig vom Kanton Bern umgeben ist. Er gehört zur Amtei Bucheggberg-Wasseramt, Hauptort ist  Buchegg.

## Geografie
Der vergleichsweise dünn besiedelte Bezirk Bucheggberg erstreckt sich von Lüsslingen südwestlich der Kantonshauptstadt auf der mittelländischen Hügelkette Bucheggberg, die ihm den Namen verleiht, von Nordosten nach Südwesten. Auf der südöstlichen Seite wird der Bezirk vom Limpachtal begrenzt. Die Nordbegrenzung des Bezirks bildet die Aare. Der Bezirk ist lediglich ganz im Norden und Nordosten mit dem restlichen Kantonsgebiet von Solothurn verbunden.

## Wappen
In Gold drei pfahlweise gestellte fünfblättrige, rote Rosen mit goldenen Butzen und grünen Kelchblättern

## Einwohnergemeinden
Stand: 1. Januar 2024
| Wappen                 | Gemeindename           | Einwohner (31. Dezember 2023) | Fläche in km² | Einwohner pro km² |
| ---------------------- | ---------------------- | ----------------------------- | ------------- | ----------------- |
| Biezwil                | Biezwil                | 354                           | 4,15          | 85                |
| Buchegg                | Buchegg                | 2926                          | 25,65         | 114               |
| Lüsslingen-Nennigkofen | Lüsslingen-Nennigkofen | 1140                          | 7,81          | 146               |
| Lüterkofen-Ichertswil  | Lüterkofen-Ichertswil  | 904                           | 4,43          | 204               |
| Messen                 | Messen                 | 1496                          | 11,89         | 126               |
| Schnottwil             | Schnottwil             | 1150                          | 7,17          | 160               |
| Unterramsern           | Unterramsern           | 220                           | 1,58          | 139               |
| Total (7)              | Total (7)              | 8190                          | 62,68         | 131               |

## Veränderungen im Gemeindebestand

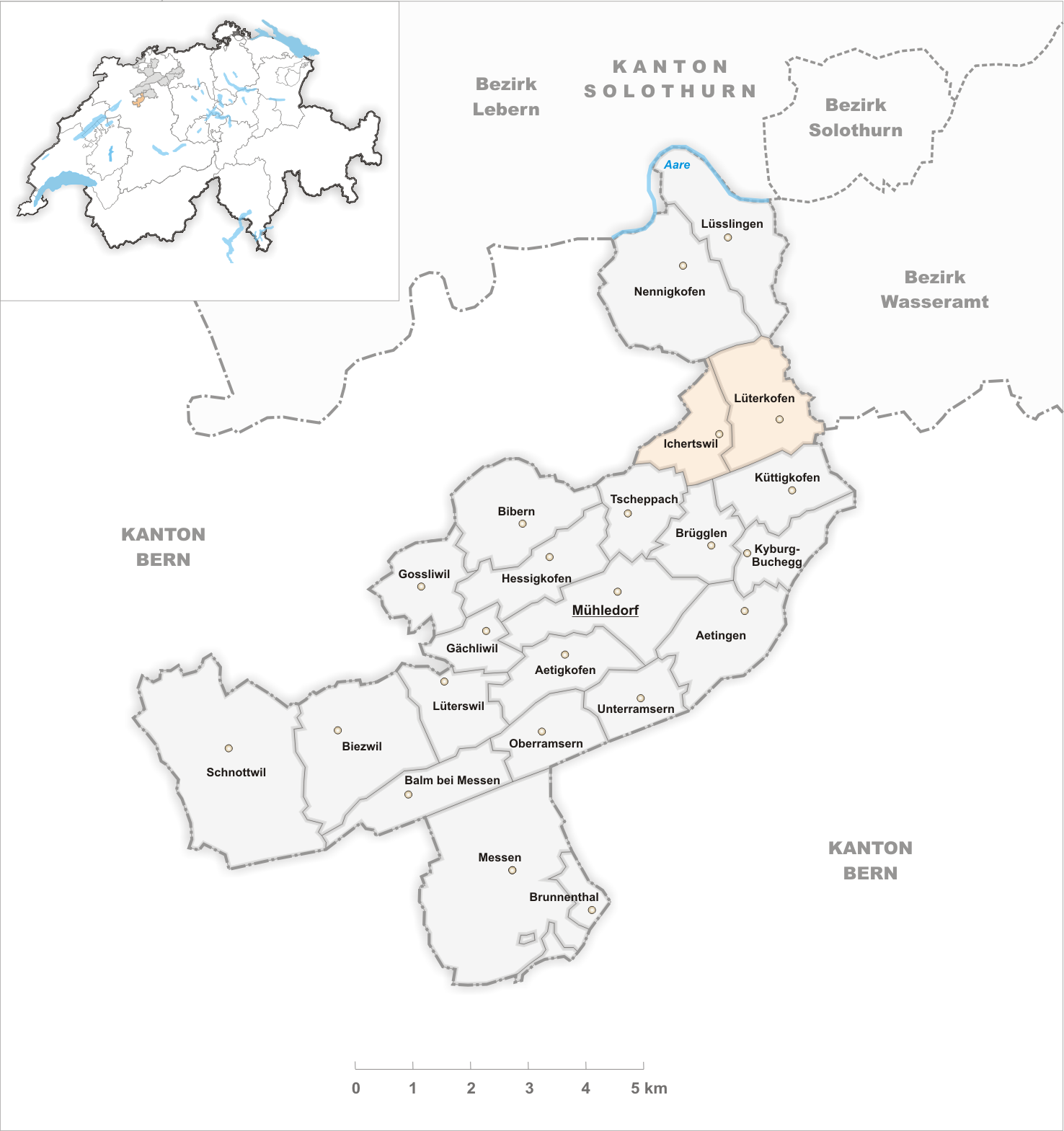
Gemeinden bis 1960
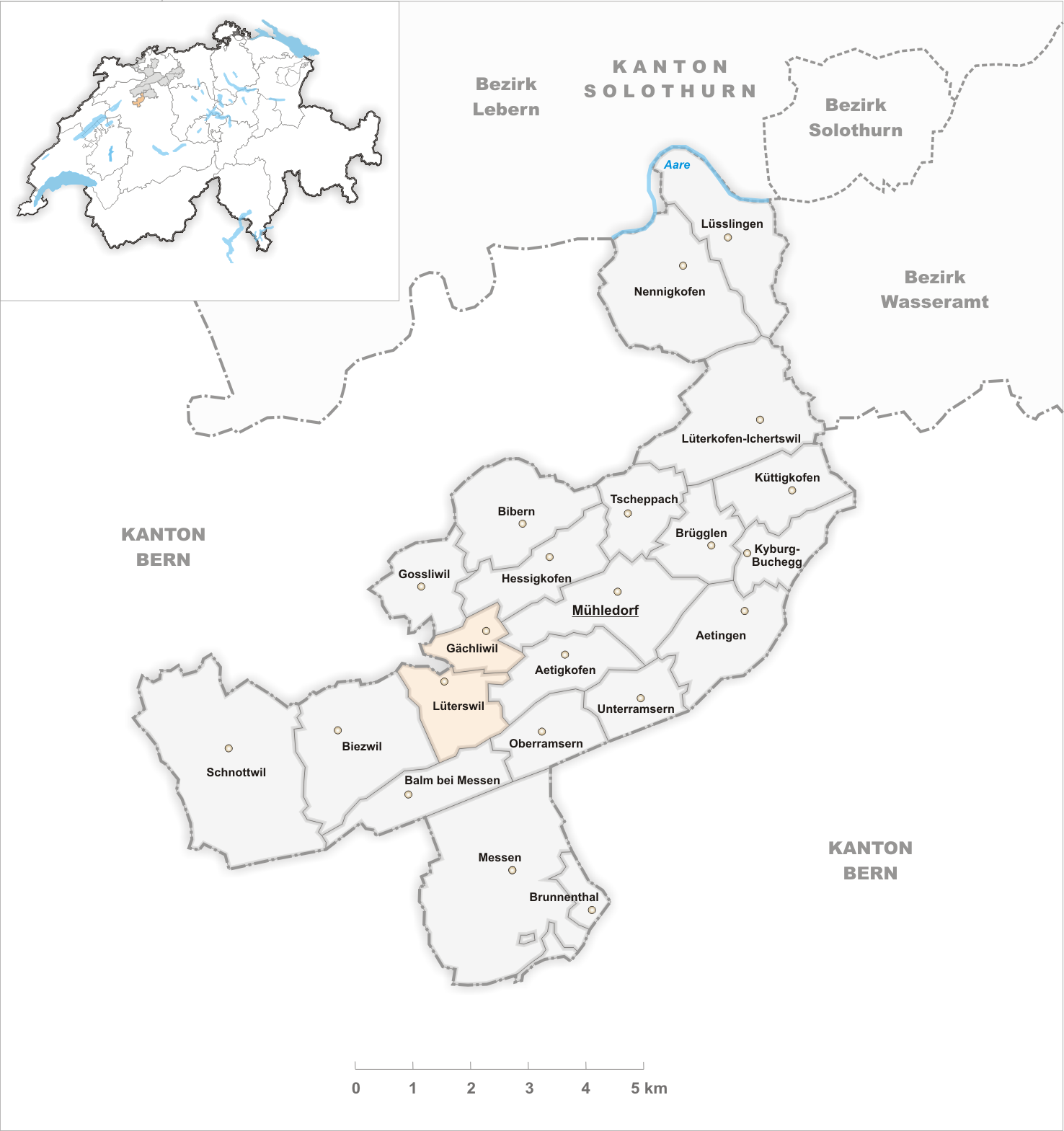
Gemeinden bis 1994
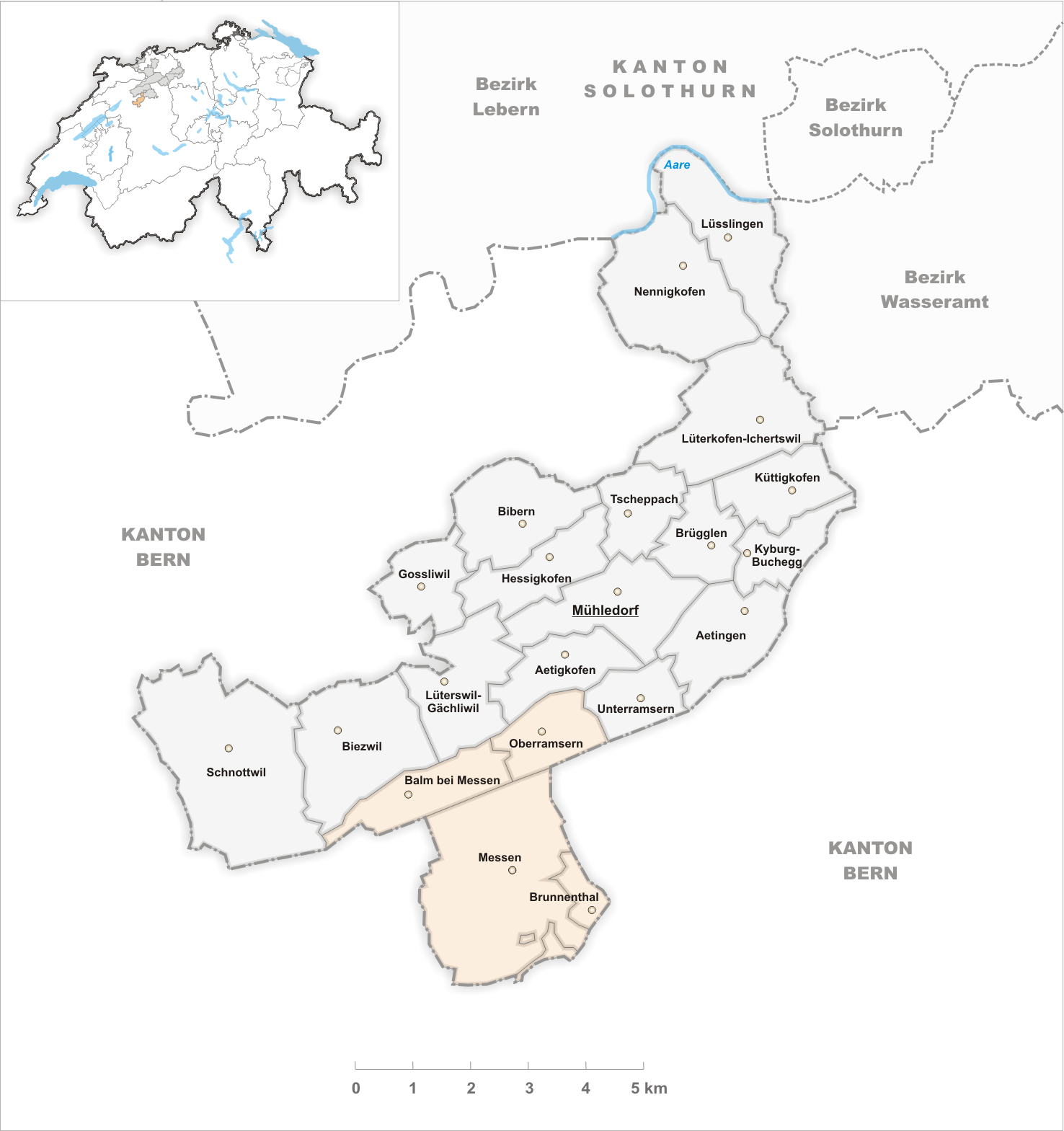
Gemeinden bis 2009
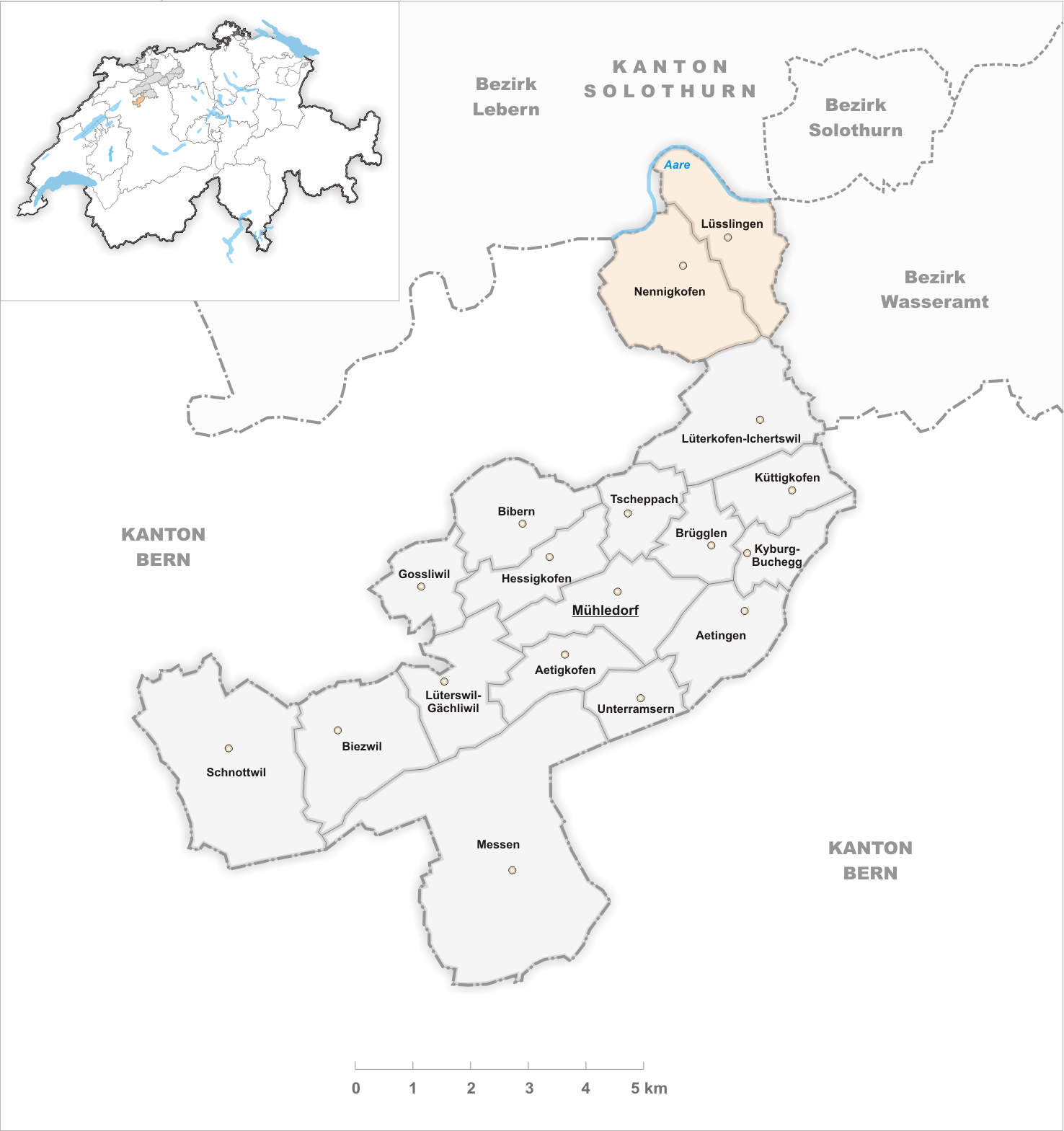
Gemeinden bis 2012
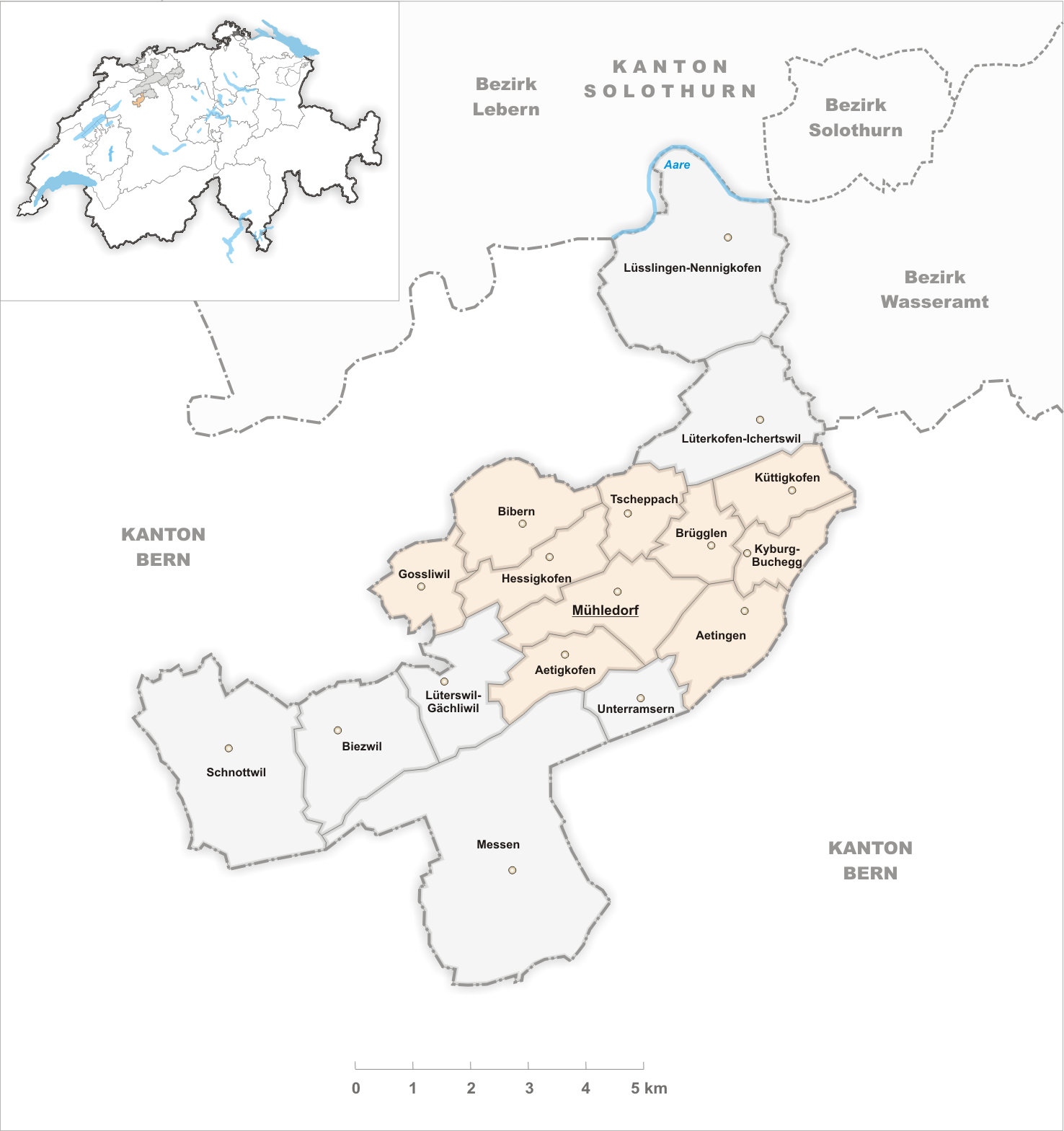
Gemeinden bis 2013
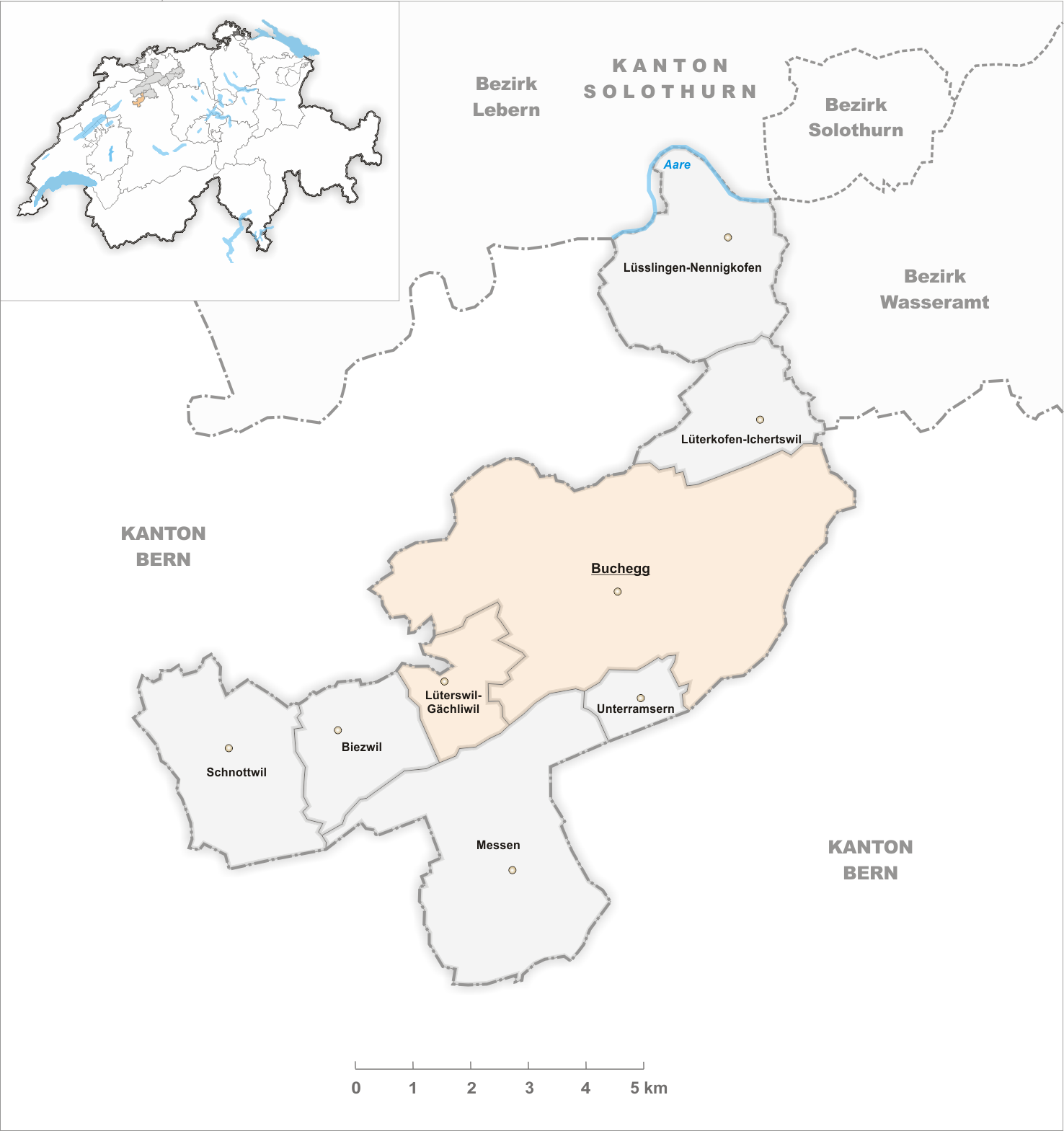
Gemeinden bis 2023

- 1961: Fusion  Ichertswil und Lüterkofen  →  Lüterkofen-Ichertswil

- 1995: Fusion  Gächliwil und Lüterswil  →  Lüterswil-Gächliwil

- 2010: Fusion  Balm bei Messen, Brunnenthal, Messen und Oberramsern  →  Messen

- 2013: Fusion Lüsslingen und Nennigkofen  →  Lüsslingen-Nennigkofen

- 2014: Fusion  Aetigkofen, Aetingen, Bibern, Brügglen, Gossliwil, Hessigkofen, Küttigkofen, Kyburg-Buchegg, Mühledorf und Tscheppach  →  Buchegg

- 2024: Fusion Buchegg und Lüterswil-Gächliwil →  Buchegg